# Skálholt
Skálholt je vesnice na jihu Islandu. Vesnicí protéká řeka Hvítá. Stejně jako vesnice Hólar i z Skálholtu pocházejí významní biskupové. Dlouho dobu tu sídlilo biskupství a ještě dnes tu stojí velký luteránský kostel s deskou se jmény všech biskupů. V kostele je nad oltářem krásná nástěnná malba zobrazující Ježíše. Biskupové po sobě jmenovali své syny a ti zase své. Když byla r. 1783 místní katedrála zničena, přestěhovalo se biskupství do Reykjavíku. Vedle luteránského kostela stojí replika původního kostela z 10. století.